# Bisher Al-Khasawneh
Bisher Al-Khasawneh (in arabo بشر الخصاونة‎?; New York, 27 gennaio 1969) è un funzionario, diplomatico e politico giordano, primo ministro della Giordania dal 2020 al 2024.
È stato anche Ministro degli Esteri (2016-17) e Ministro della Giustizia (2017-18).

## Biografia

### Carriera politica e diplomatica
Al-Khasawneh è stato anche Ambasciatore di Giordania in Egitto, Francia, Kenya, Etiopia, Unione africana, Lega araba e UNESCO. È stato anche coordinatore generale e direttore dell'Ufficio del processo di pace e dei negoziati in Giordania.

### Vita privata
È sposato con l'attrice e giornalista Rana Sultan.

## Studi
- Laurea in Diritto presso l'Università della Giordania.
- Diploma esecutivo in contro-radicalizzazione e antiterrorismo presso la National Defense University.
- Diploma esecutivo in politiche pubbliche della John F. Kennedy School of Government dell'Università di Harvard.
- Master in International Affairs, Diplomacy and Economics presso SOAS, University of London.
- Master in diritto internazionale e dottore in giurisprudenza presso la London School of Economics and Political Science.

## Incarichi
- Ministro degli Affari Esteri.
- Ministro degli affari legali.
- Presidente del Consiglio dei comitati legali dei ministri della Giordania.
- Membro delle commissioni per lo sviluppo economico, i servizi e gli affari sociali del Consiglio dei ministri della Giordania.
- Professore a tempo parziale presso la facoltà di giurisprudenza dell'Università della Giordania e l'Istituto giordano di diplomazia.
- Direttore generale del Jordan Information Center.
- Consigliere del Primo Ministro della Giordania presso l'Ufficio di Legislazione del Primo Ministro.
- Ambasciatore del Regno hascemita di Giordania al Cairo.